# 斉君舎
斉君 舎（せいくん しゃ、? - 紀元前613年）は、春秋時代の斉の20代目公（在位紀元前613年）。斉の中では最も短い期間の公。父は斉の19代目公昭公。
紀元前613年、父の死により跡を継いだ。しかし在位わずか5カ月で、昭公の異母兄弟にあたる商人が舎を弑逆し、公位についた（懿公）。
| スタブアイコン | サブスタブ | この項目は、まだ閲覧者の調べものの参照としては役立たない、人物に関連した書きかけの項目です。この項目を加筆・訂正などしてくださる協力者を求めています（P:人物伝/PJ:人物伝）。 |